# Пронский, Семён Глебович
Семён (Фридрих) Глебович Пронский (ум. 1555) — государственный деятель Великого княжества Литовского, князь из рода Рюриковичей, староста житомирский (1538—1539), брацлавский и винницкий (1540—1541), державца чернобыльский (1549—1555), воевода киевский (1545—1555), сын наместника бобруйского князя Глеба Юрьевича Пронского.

## Биография
Семён первым из князей Пронских перешёл в римско-католическую веру под именем Фридриха, получив крупные владения на Украине.
В 1538—1539 годах князь Семён Пронский занимал должность старосты житомирского, а в 1540—1541 годах был старостой брацлавским и винницким.
В 1549 году Семён Пронский был назначен державцей чернобыльским.
В 1545 году князь Семён Глебович Пронский был назначен воеводой киевским.
В 1552 году Пронский закладывает Белоцерковский замок.
В 1555 году воевода киевский князь Семён-Фридрих Глебович Пронский скончался и был похоронен под Берестечком на Волыни.

## Семья и предки
Семён Пронский вёл своё происхождении от пронских удельных князей. В середине XV века Пронское княжество было ликвидировано и присоединено к Великому княжеству Рязанскому. Князья Пронские, потеряв свои родовые вотчины, перешли на службу к великим князьям московским и великим князьям литовским.
Князь Юрий Фёдорович Пронский (дед Семёна) эмигрировал в Великое княжество Литовское, где был принят с почестями и получил крупные имения в Белоруссии и на Украине. Его сыновья Иван (ум. 1480) и Глеб (ум. 1513) оставались на литовской службе.
Отец Семёна, Глеб Юрьевич Пронский, был назначен наместником бобруйским и получил во владение имения в трокском повёте.
Братья и сёстры:
- Андрей (ум. ок. 1557) — наместник черкасский и каневский (1540—1543), староста житомирский (1553—1557), был женат на Анне Михайловне Сапеге.
- Анастасия — жена Яна-Николая Юрьевича и Фёдора Жука.
- Анна — жена Николая Нарбута.
- Мария — жена Яна Юрьевича Зеновича.

Жена с 1544 года: Феодора Богушовна Боговитина.
Дети:
- Ежи (умер в младенчестве).
- Александр (ум. 1595) — великий стольник литовский (1576—1588), староста луцкий (1580—1591) и каштелян трокский (1591—1595).
- Маруха (умерла в младенчестве).
- Гальша (ум. ок. 1581) — жена Яна Зборовского.

## Внешние ссылки
- Леонтий Войтович. Пронская династия
- Русский биографический словарь: В 25 т. / под наблюдением А. А. Половцова. 1896—1918.